# Баласінешть
Баласінешть (рум. Balasineşti) — село в Молдові в Бричанському районі. Утворює окрему комуну.
Згідно з переписом населення 2004 року кількість українців складала 43 особи (менше 2%).

## Географія
Через село тече річка Вілія, ліва притока Пруту.

## Історія
За даними на 1859 рік у власницькому селі Баласінешта Хотинського повіту Бессарабської губернії, мешкало 293 особи (148 чоловічої статі та 145 — жіночої), налічувалось 61 дворове господарство, існувала православна церква та завод.
Станом на 1886 рік у царачькому селі Баламнешта Липканської волості, мешкало 644 особи, налічувалось 112 дворових господарств, існувала православна церква.